# Vadu Moldovei
Vadu Moldovei é uma comuna romena localizada no distrito de Suceava, na região de Moldávia. A comuna possui uma área de 41.50 km² e sua população era de 4617 habitantes segundo o censo de 2007.